# ديفيد هنتر (لاعب كرة قدم أمريكية)
ديفيد هنتر (بالإنجليزية: David Hunter)‏ هو لاعب كرة قدم أمريكية أمريكي، ولد في 19 سبتمبر 1989 في والر في الولايات المتحدة.

## وصلات خارجية
- دايفيد هنتر على موقع مرجع كرة القدم المحترفة.كوم (الإنجليزية)